# 阿伊達·亞茲貝克
阿伊達·亞茲貝克（Aïda Yazbeck）是一位天主教修女，她出生於黎巴嫩，後遷至查德，開設了穆納文化中心，致力於協助調解該國宗教、文化與政治的衝突。

## 生平
亞茲貝克出生於黎巴嫩朱代德，曾在黎巴嫩的大學擔任教授22年，同時參與國際明愛協助巴勒斯坦難民的工作。後來她遷至查德，於1986年在該國首都恩將納創立穆納文化中心（Al-Mouna Cultural Center），與其他非政府組織合作，其宗旨為促進當地宗教、文化與政治衝突的和解，此外也傳授當地人一些生活所需技能，如在缺乏自來水的住家用寶特瓶自製水龍頭。
2020年COVID-19疫情期間，亞茲貝克和文化中心約100名志工向恩將納的民眾發放消毒搓手液、口罩與飲水，並組織防疫宣導行動。